# Ait Malek
Ait Malek  (in arabo أيت مالك‎?) è un centro abitato e comune rurale del Marocco situato nella provincia di Khémisset, regione di Rabat-Salé-Kénitra. Conta una popolazione di 4 856 abitanti (censimento 2014).